# Halloween Ends
Pour les articles homonymes, voir Halloween (homonymie).
Série Halloween
Halloween Kills
(2021)
Pour plus de détails, voir Fiche technique et Distribution.
Halloween Ends ou Halloween prend fin au Québec est un film d'horreur américain réalisé par David Gordon Green, sorti en 2022. Treizième film de la franchise horrifique Halloween, il est la suite directe d'Halloween (2018) et Halloween Kills (2021). Aux États-Unis, le film sort simultanément au cinéma et sur la plateforme de streaming Peacock.
Halloween Ends met en scène pour la septième et dernière fois Jamie Lee Curtis dans le rôle de son personnage iconique de Laurie Strode. Andi Matichak reprend également son rôle d'Allyson pour la troisième fois, James Jude Courtney reprend lui aussi son rôle de Michael Myers avec, une fois de plus, le retour de Nick Castle pour un caméo. En outre, Kyle Richards retrouve son rôle de Lindsey Wallace après l'avoir interprétée en 1978 dans Halloween : La Nuit des masques puis en 2021 dans Halloween Kills. Will Patton revient lui aussi dans la peau du personnage de l'officier Frank Hawkins. Un nouveau personnage central fait ici son apparition : Corey Cunningham, interprété par Rohan Campbell.
Conclusion de la trilogie pilotée par David Gordon Green et produite par la société de Jason Blum, Halloween Ends marque une volonté des scénaristes d'apporter un final spectaculaire et émotionnel à la lutte entre Michael Myers et Laurie Strode, commencée en 1978. L'intrigue du film se déroule quatre ans après les événements d'Halloween Kills et raconte le parcours de Laurie Strode pour reconstruire une vie normale avec sa petite-fille Allyson après la mort de sa fille Karen, tuée par Michael qui a disparu depuis. Les deux survivantes rencontrent Corey Cunningham, un jeune homme lui aussi brisé par la vie, qui va leur apprendre que le Mal peut revenir sous de nouvelles formes.
Initialement prévu pour 2021, le film est repoussé d'un an en raison de la pandémie de Covid-19. Tandis que l'avant-première publique d'Halloween Ends se déroule le 11 octobre 2022 au festival Beyond Fest, l'avant-première privée se déroule le même jour au Grauman's Chinese Theatre, à Hollywood, en présence de toute l'équipe du film ainsi que certains acteurs des anciens films de la franchise.
Ce dernier opus est plutôt mal accueilli par la critique, désarçonnée par le changement de ton radical, plus lent et contemplatif, et le peu de présence à l'écran du tueur iconique, réduit à un rôle secondaire. Cependant, la volonté affichée de conclure pour de bon la franchise est saluée, tout comme l'audace des thèmes scénaristiques ainsi que la performance de Jamie Lee Curtis. Au box-office, tout en restant très rentable, le film réalise une performance inférieure à celles de ses deux prédécesseurs, avec un peu plus de 100 millions de dollars.

## Synopsis
Le soir d'Halloween en 2019, Corey Cunningham, 21 ans, garde un jeune garçon nommé Jeremy, qui lui fait une farce en l'enfermant dans le grenier. Au moment où les parents de Jeremy rentrent à la maison, Corey ouvre la porte à coups de pied et renverse accidentellement Jeremy par-dessus une rampe d'escalier ce qui le tuera. Corey est accusé d'avoir intentionnellement tué Jeremy mais est innocenté d' homicide involontaire.
Trois ans plus tard, la ville de Haddonfield est toujours sous le choc des conséquences de la dernière tuerie de Michael Myers en 2018 alors que ce dernier a disparu. De son côté, Laurie Strode écrit des mémoires, a acheté une nouvelle maison et vit avec sa petite-fille Allyson, qui est maintenant infirmière. Pendant ce temps, Corey travaille au chantier de récupération de son beau-père. Un jour, en rentrant chez lui, il est abordé par des brutes du lycée près d'une station de service et se blesse. Heureusement, Laurie qui assistait à la scène l'amène au cabinet du médecin où travaille Allyson. Celle-ci et Corey développent une relation et assistent plus tard à une fête d'Halloween, où Corey est à nouveau confronté à la mère de Jeremy. Après s'être disputé avec Allyson, Corey quitte la fête et se heurte encore une fois à ses agresseurs, qui le jettent du haut d'un pont. Il est traîné dans les égouts et étouffé par Michael, qui finit par le laisser partir. Alors qu'il sort en rampant, Corey est menacé par un sans-abri qu'il poignarde à mort avant de s'enfuir.
Corey retrouve Allyson pour s'excuser de son comportement et les deux vont à un dîner. Ils sont interrompus par l'ex-petit ami d'Allyson, le policier Doug Mulaney, qui les harcèle tous les deux. Corey attire plus tard Doug dans les égouts. Michael émerge et, bien que dans un état assez affaibli, parvient à tuer Doug pour le plus grand plaisir de Corey. Allyson est ignorée pour une promotion au travail, en faveur d'une infirmière qui a une liaison avec le médecin. Plus tard dans la nuit, Corey tue le médecin chez lui tandis que Michael tue l'infirmière. Ignorant les agissements de Corey, Allyson prévoit de quitter Haddonfield avec lui alors que Laurie devient de plus en plus méfiante envers Corey. S'adressant au père de Jeremy, Laurie se rend compte que Corey est infecté par le mal de Michael.
Le 31 octobre, Laurie trouve Corey endormi à l'endroit où Jeremy est mort et lui propose de l'aider à condition qu'il ne s'approche plus d'Allyson. Mais Corey rétorque en la blâmant pour les événements qui se sont produits à Haddonfield et dit que s'il ne peut pas avoir Allyson, personne d'autre ne l'aura. Corey retourne dans les égouts et combat avec succès un Michael encore faible pour son masque. Pendant ce temps, Laurie et Allyson se disputent alors qu'elle envisage de partir. Allyson blâme également Laurie pour les actions de Michael. Cette nuit-là, un Corey masqué se lance dans un saccage, assassinant ses agresseurs après les avoir attirés dans la cour de récupération, dont l'un tue accidentellement son beau-père. Il tue ensuite sa mère et un DJ d'une station de radio locale, qui s'était moqué de lui plus tôt.
Pendant ce temps, Laurie simule une tentative de suicide afin d'attirer Corey vers elle. Une fois arrivé, Corey s'apprête à la tuer mais Laurie l'abat dans les escaliers. Corey se poignarde ensuite le cou pour accuser Laurie de sa mort devant l'arrivée d'Allyson, qui, choquée, quitte les lieux. Michael arrive soudainement, récupère son masque et tue Corey. Une bagarre s'ensuit dans la cuisine de Laurie qui parvient à accrocher Michael à la table de la cuisine et à lui trancher sa gorge. Après une lutte, Allyson, convaincue de la vérité sur la mort de Corey après avoir reçu un appel de l'adjoint Frank Hawkins, revient pour aider Laurie à maîtriser Michael et finalement le tuer en lui tranchant le poignet. Ensuite, Laurie et Allyson emmènent le corps de Michael au chantier de récupération sous escorte policière, attirant les citoyens de Haddonfield, qui les suivent en procession, et le jettent dans une déchiqueteuse industrielle.
Dans les jours qui suivent, Allyson et Laurie se réconcilient et Allyson quitte Haddonfield pendant que Laurie termine ses mémoires et recommence sa romance avec Hawkins.

## Fiche technique
Sauf indication contraire, les informations mentionnées dans cette section peuvent être confirmées par les bases de données cinématographiques IMDb et Allociné,  présentes dans la section « Liens externes ».
- Titre original et français : Halloween Ends
- Titre québécois : Halloween prend fin[1]
- Réalisation : David Gordon Green
- Scénario : Chris Bernier, Paul Brad Logan, David Gordon Green et Danny McBride
- Musique : Cody Carpenter, John Carpenter et Daniel Davies
- Direction artistique : Michael H. Ward
- Décors : Richard A. Wright
- Costumes : Emily Gunshor
- Maquillage : Michael Mosher, Sandra S. Orsolyak, Christopher Allen Nelson
- Coiffure : Patricia McAlhany Glasser
- Photographie : Michael Simmonds
- Montage : Timothy Alverson
- Production : Malek Akkad, Bill Block et Jason Blum
  - Production déléguée : John Carpenter, Jamie Lee Curtis, Ryan Freimann, Andrew Golov, David Gordon Green, Danny McBride, Couper Samuelson, Ryan Turek, Jeanette Volturno, Christopher H. Warner et Thomas Zadra
  - Production associée : Amilicar Jones, Julian Lawitschka et Nate Meyer
  - Coproduction : Jennifer Scudder Trent et Atilla Salih Yücer
- Sociétés de production : Blumhouse Productions, Miramax, Rough House Pictures, Trancas International Films et Universal Pictures
- Sociétés de distribution : Universal Pictures (États-Unis, Québec) ; Universal Pictures International (France, Suisse romande) ; Sony Pictures (Belgique)[4],[5],[N 1]
- Budget : 33 millions de $[6]
- Pays de production :  États-Unis
- Langue originale : anglais
- Format : couleur - 35 mm / Codex - 2,39:1 - son Dolby Atmos
- Genre : épouvante-horreur (slasher), drame
- Durée : 111 minutes
- Dates de sortie[7] :
  - États-Unis : 11 octobre 2022 (Beyond Fest) ; 14 octobre 2022 (sortie nationale et sur Peacock)
  - France, Belgique, Suisse romande : 12 octobre 2022[8],[9],[10]
  - Québec : 14 octobre 2022[1]
- Classification :
  - États-Unis : interdit aux moins de 17 ans (R – Restricted)[N 2]
  - France : interdit aux moins de 12 ans avec avertissement[11],[N 3]
  - Belgique : potentiellement préjudiciable jusqu'à 16 ans (KNT/ENA : Kinderen Niet Toegelaten  / Enfants Non Admis)[9],[12],[N 4]
  - Suisse romande : interdit aux moins de 16 ans[13]
  - Québec : 13 ans et plus (violence - horreur) (13+ / 13 years and over)[1]

## Distribution
- Jamie Lee Curtis (VF : Françoise Vallon ; VQ : Claudine Chatel / Isabelle Miquelon[14]) : Laurie Strode
- James Jude Courtney : Michael Myers
- Nick Castle : Michael Myers (caméo) / un homme au bar
- Andi Matichak (VF : Laure Berend-Sagols ; VQ : Stéfanie Dolan) : Allyson Nelson
- Rohan Campbell (VF : Jim Redler ; VQ : Louis-Philippe Berthiaume) : Corey Cunningham
- Will Patton (VF : Féodor Atkine ; VQ : Benoît Rousseau) : l'officier Frank Hawkins
- Kyle Richards (VF : Flora Brunier) : Lindsey Wallace
- Jesse C. Boyd (VF : Jérôme Pauwels) : l'officier Doug Mulaney
- Michael Barbieri (VF : Maxime Baudouin ; VQ : Nicolas Bacon) : Terry
- Destiny Mone (VF : Mélissa Berard ; VQ : Fanny-Maude Roy) : Stacy
- Joey Harris (VF : Sarah Brannens) : Margo
- Marteen (VF : Maxime Crescini ; VQ : Philippe Vanasse-Paquet) : Billy
- Michele Dawson (VF : Camille Ravel) : Deb
- Rick Moose (VF : Jean-Jacques Nervest) : Ronald Cunningham
- Joanne Baron (VF : Anne-Bérengère Pelluau ; VQ : Élise Bertrand) : Joan Cunningham
- Michael O'Leary (VF : Franck Vincent) : Docteur Mathis
- Keraun Harris (VF : Mike Fédée) : Willie the Kid
- Omar J. Dorsey (VF : Bruno Henry) : le shérif Barker
- Candice Rose (VF : Christèle Billaut ; VQ : Catherine Proulx-Lemay) : Teresa Allen
- Jack William Marshall (VF : Benjamin Egner ; VQ : Daniel Picard) : Roger Allen
- Jaxon Goldenberg (VF : Kaycie Chase) : Jeremy Allen
- Diana Prince : la standardiste
- Diva Tyler : Sondra
- Jibrail Nantambu : Julian Morrisey

Version française réalisée par Dubbing Brothers ; direction artistique : Nathalie Régnier ; adaptation des dialogues : Christian Niemiec et Ludovic Manchette ; enregistrement : Pierre Buteau ; mixage : Frédéric Dray ; montage : Sébastien Lacheray,
Version québécoise réalisée par Difuze ; direction artistique : Michèle Lituac ; adaptation des dialogues : Alexis Joubert

## Production

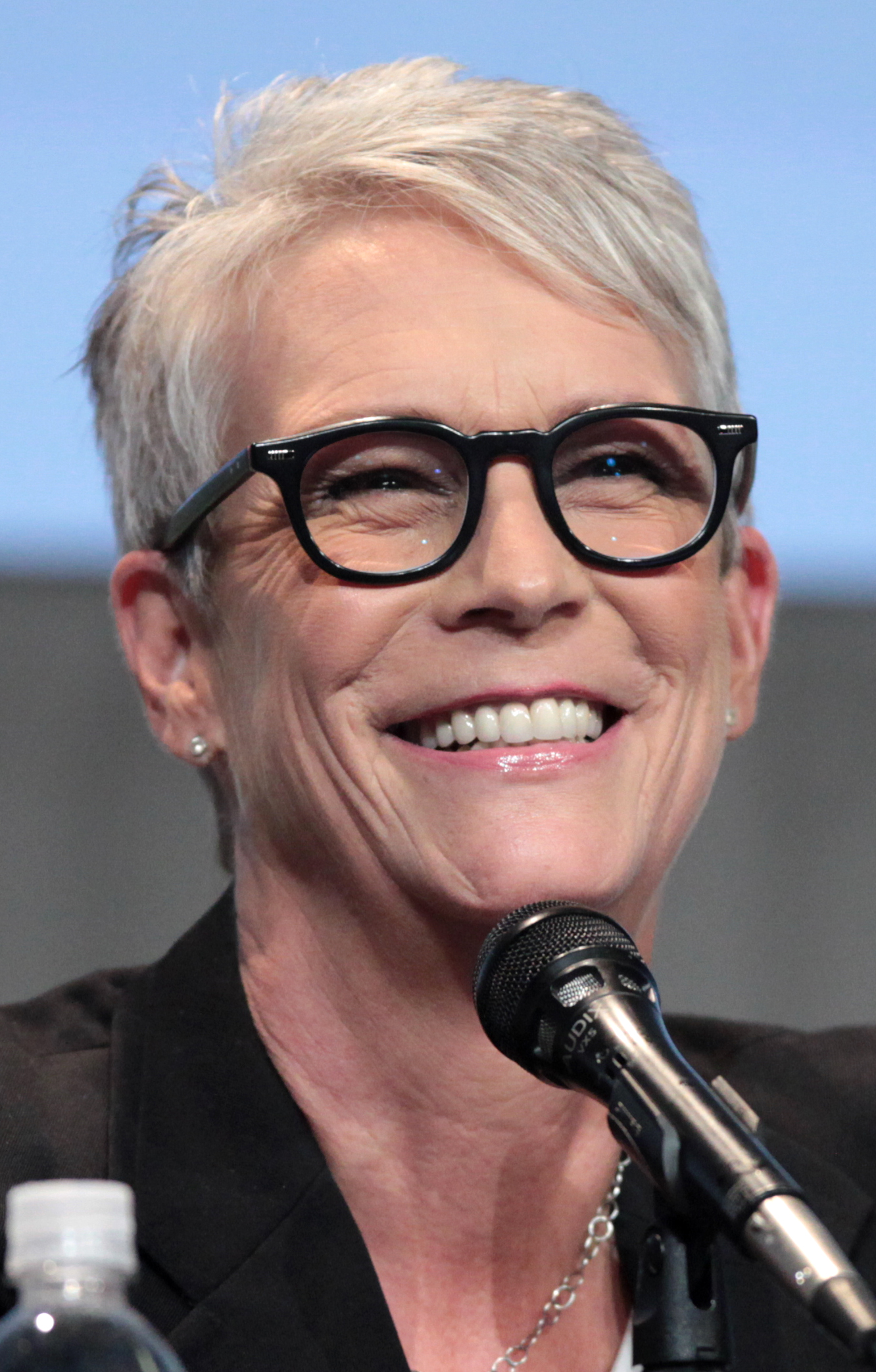
Jamie Lee Curtis lors du Comic-Con de San Diego en 2015.

### Développement
Le développement d’Halloween Ends s’inscrit dans le succès de Halloween (2018), qui, avec plus de 255 millions de dollars de recettes mondiales pour un budget de 10 millions, devient le film d’horreur de type slasher le plus rentable aux États-Unis,. Ce succès incite Blumhouse Productions, Miramax et Universal Pictures à planifier une trilogie pour conclure l’histoire de Laurie Strode. L'idée de réaliser deux films à la suite n'est pas nouvelle puisqu'à l'époque de l'écriture du Halloween de 2018, les scénaristes Jeff Fradley, David Gordon Green et Danny McBride ont l'envie d'écrire deux films consécutivement. Mais ils abandonnent l'idée pour se concentrer sur un seul et unique film. Le réalisateur déclare : 

« Nous avons bien parlé d’en faire deux à la fois. Mais j’ai eu trop peur parce que je pensais que si tout le monde détestait le premier film, alors j’allais devoir rester assis à me sentir dégoûté pendant un an avant que le second ne sorte ! Lorsque nous avons décidé de nous consacré à l'écriture d'un seul film, nous avons mis beaucoup d'idées de côté pour nous concentrer sur notre épisode de 2018. Une fois que le succès du film était assuré, nous avons senti que nous pouvions nous justifier auprès des fans de la franchise et leur faire comprendre que nous avions plus d’histoires a raconter, nous avons alors écrit deux autres films. On a alors été en mesure de compléter ce que je crois être une manière plutôt cool de conclure et l'arc narratif qui a commencé en 1978. »

Le producteur Jason Blum, qui a acheté les droits de la franchise Halloween pour pouvoir produire trois films, aime l'idée et donne son accord pour la mise en chantier de deux suites. Ainsi, le 19 juillet 2019, le site officiel annonce que les films Halloween Kills et Halloween Ends sont prévus pour être produit consécutivement. Toujours réalisés par David Gordon Green, Halloween Ends est écrit par Gordon Green et Danny McBride, cette fois aidés par Paul Brad Logan et Chris Bernier.
Néanmoins, le travail autour d'Halloween Kills est d'une telle ampleur que David Gordon Green préfère finalement se concentrer sur celui-ci et décaler la production d'Halloween Ends de quelques mois. Le réalisateur déclare : « C’était quelque chose avec lequel on s'amusait; on a pensés les produire à la suite. Mais Halloween Kills était tellement ambitieux. C’était un calendrier de tournage tellement intense que ça aurait été un peu trop d’essayer de les réaliser en même temps. Nous ne l’avons donc pas fait. »
En plus de mettre un point final à sa trilogie, Halloween Ends est pour David Gordon Green l'aboutissement de quarante-quatre ans d'attente. Le film représente la fin d'une ère, la fin du combat entre Laurie Strode et le croque-mitaine Michael Myers. Il déclare « J'ai adoré faire partie de cette aventure, mais il est probablement temps pour moi de raccrocher. Je pense que nous allons finir majestueusement. »

### Scénario
Dans le but de ressentir la sensation du temps qui passe pour les protagonistes, les scénaristes décident de placer l'intrigue du film quatre ans après les événements d'Halloween et d'Halloween Kills. Le film prendra également en compte la crise du covid-19 dans son scénario. Le réalisateur David Gordon Green déclare que le film optera pour un ton très différent des deux premiers et symbolisera le passage à l'âge adulte, il affirme également sa volonté de rendre hommage au film de John Carpenter sans pour autant l'imiter. En outre, le réalisateur déclare aimer le fait que les trois films qui composent cette trilogie soient tous différents les uns des autres. Il déclare : « Le ton du film est très différent des deux précédents Halloween et je pense que ça fait partie de mon auto-indulgence. J'aime explorer différents thèmes et personnages à travers les films. En tant que fan, j'ai mis un point d'honneur à adopter différentes approches techniques pour chacun des trois films de cette trilogie. » Pour cette conclusion, le réalisateur opte pour une ambiance plus intime et plus atmosphérique que les précédents films.
Alors que le film est pensé pour finir l'histoire de Laurie Strode, les acteurs Jamie Lee Curtis et Nick Castle déclarent qu'Halloween Ends proposera aux spectateurs une conclusion surprenante qui pourrait mettre les fans de la franchise en colère. Le 31 août, à quelques semaines de la sortie du film, David Gordon Green avoue lors d'un entretien pour le magazine Empire qu'Halloween Ends ne possède toujours pas de fin définitive. Même si la fin est théoriquement verrouillée, celle-ci change tous les jours au gré des idées et des envies du réalisateur dont il fait part à John Carpenter et Jamie Lee Curtis.
Le réalisateur déclare qu'il avait prévu de finir le film dans l'usine de fabrication de masques d'Halloween Silver Shamrock, référence au film Halloween 3 : Le Sang du Sorcier dont David Gordon Green avoue être un grand fan. Dans cette fin, écrite mais jamais filmée, il devait y avoir un plan dans l'usine où, en plus des masques de sorcière, de squelette et de citrouille, on trouverait également des masques de Michael Myers.

### Attribution des rôles

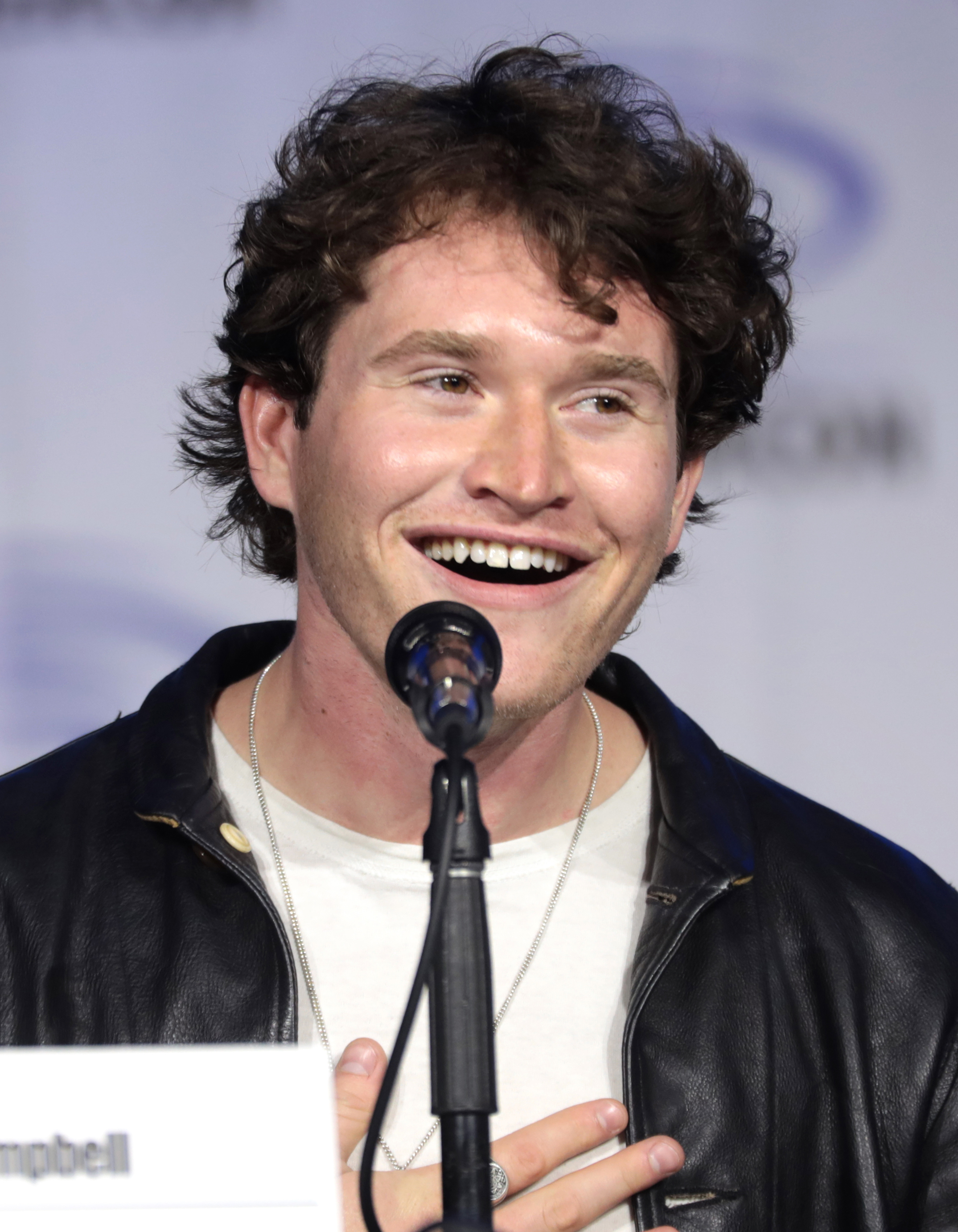
Rohan Campbell au WonderCon 2022.

En tant que survivantes du film précédent, Jamie Lee Curtis et Andi Matichak reprennent leurs rôles de Laurie Strode et de sa petite fille Allyson. Tout comme Kyle Richards, l'interprète de Lindsay Wallace, qui confirme sa participation au film deux mois après la sortie d'Halloween Kills. Après avoir incarné le croque-mitaine Michael Myers dans les deux précédents Halloween, James Jude Courtney déclare à son tour reprendre son rôle une nouvelle fois. Nick Castle, qui incarne Myers dans Halloween : La Nuit des masques de 1978, revient également pour un caméo comme dans Halloween et Halloween Kills. Parmi les nouveaux venus, l'acteur Michael O’Leary déclare interpréter le rôle du docteur Mathis, un personnage mentionné dans Halloween Kills. Will Patton, l'interprète de l'officier Frank Hawkins dans les deux films précédents, reprend également son rôle dans Halloween Ends. Le 20 juillet 2022, lors de la sortie de la première bande-annonce du film, Universal dévoile le synopsis du film qui relève la présence d'un nouveau personnage : Corey Cunningham, un jeune adolescent accusé d'avoir tué un enfant. Incarné par Rohan Campbell, ce nouveau protagoniste obtient un rôle central dans le film puisqu'il aura le rôle d'un catalyseur pour Laurie Strode et sa soif de vengeance.

### Réalisation
Le tournage doit initialement commencer quelques mois après celui d'Halloween Kills mais le réalisateur David Gordon Green déclare que le tournage d'Halloween Kills était si intense et ambitieux qu'il a préféré se donner du temps avant de commencer le tournage du dernier volet. La réalisation du film est alors prévue pour débuter le 10 janvier 2022 mais est décalé de quelques jours. Le tournage commence finalement quelques jours plus tard, le 25 janvier 2022 à Savannah, en Géorgie. Le 22 février 2022, l'actrice Jamie Lee Curtis annonce sur les réseaux sociaux avoir terminé de réaliser toutes ses scènes pour le film et en profite pour faire ses adieux, avec le cœur lourd, à toutes les rencontres que cette nouvelle trilogie lui a permis de faire, aussi professionnellement qu'humainement. Le tournage principal du film se clôture le 9 mars 2022.
Halloween Ends est classé « R - Restricted » pour sa sortie aux États-Unis, ce qui signifie qu'une personne de moins de 17 ans doit être obligatoirement accompagnée d'un adulte en raison de « très fortes scènes violentes et sanglantes, de la violence verbale et de quelques allusions sexuelles. » En France, le film est interdit aux moins de 12 ans avec avertissement en raison d'un « caractère très violent ajouté à un climat qui sort le film des codes habituels de l'horreur. » par le centre national du cinéma et de l'image animée. En Belgique, le film est quant à lui interdit aux moins de seize ans par la Commission intercommunautaire de contrôle des films. En Suisse, la Commission nationale du film et de la protection des mineurs interdit le film aux moins de seize ans avec une autorisation pour les 14-15 ans d'être accompagnés d'un adulte. Au Québec, le film est classé 13 +, ce qui signifie qu'un enfant de moins de treize ans ne peut visionner le film sauf s'il est accompagné d'un adulte.

### Musique
En août 2019, John Carpenter confirme qu'il composera la bande-originale d'Halloween Kills ainsi que celle d'Halloween Ends. Comme pour toutes ses compositions musicales récentes, notamment la bande originale du film Firestarter sorti quelques mois plus tôt, il collabore avec des membres de sa famille : son fils Cody Carpenter et son filleul Daniel Davies. Le liste des pistes musicales ainsi qu'un premier extrait est dévoilé le 12 septembre 2022.
La bande-originale du film a été intégralement enregistré dans les studios personnels de John Carpenter et de Daniel Davies. Le trio opte, comme dans leurs dernières compositions, pour un mélange de matériel récent et vintage, notamment l'utilisation des logiciels de synthé ainsi que des appareils analogiques pour offrir au spectateur une ambiance effrayante tout en préservant une sensibilité pop subtile. Le retour de Carpenter à la musique est décrit par le studio comme « un élément essentiel à l'ambiance thématique de la franchise qui honore ainsi un héritage musical qui développe les décennies de travail qui ont conduit à cet apogée triomphal. »
La bande-originale d'Halloween Ends sortira en version digitale le même jour que le film, soit le 14 octobre 2022, puis en version physique le 20 janvier 2023. Édité par le label Sacred Bones Records, l'album sera disponible en CD et cassette audio, avec également plusieurs éditions vinyles limitées dotées de différentes illustrations.
Le duo de synthpop américain Boy Harsher est également sollicité par le superviseur musical du film car David Gordon Green a l'idée d'utiliser une de leur composition dans la bande originale d'Halloween Ends. Le duo composé de Jae Matthews et Augustus Muller se rend alors à New York pour rencontrer l'équipe du film et discuter des attentes du réalisateur. En tant que fan du travail de Carpenter, ils acceptent de contribuer à la musique du long-métrage et proposent Burn It Down, une ancienne bande démo qu'ils retravaillent afin de la rendre plus vivante et en adéquation avec l'ambiance du film.

## Accueil

### Sortie
Comme pour Halloween Kills, le film devait initialement sortir un an plus tôt, en octobre 2021, mais la crise de la pandémie de Covid-19, qui a ralenti la production de nombreux projets cinématographiques, oblige Blumhouse Productions à décaler la sortie d'Halloween Ends d'une année.
Le 23 août 2022, les studios annoncent, par l'intermédiaire d'un message de Jamie Lee Curtis sur les réseaux sociaux, qu'Halloween Ends sortira aux États-Unis à la fois dans les cinémas et simultanément sur la plateforme de streaming Peacock. Le précédent film, Halloween Kills, avait également bénéficié d'une sortie simultanée en streaming pour des raisons sanitaires. La raison officielle transmise par Jamie Lee Curtis est que le fait de diffuser le film à la fois au cinéma et sur un service de streaming permet au plus grand nombre de gens de pouvoir visionner l'ultime confrontation entre Michael Myers et Laurie Strode. Pourtant, en 2021, le producteur Jason Blum avait déclaré qu'il espérait qu'Halloween Ends ait une sortie exclusive dans les salles de cinémas.
Le film bénéficie de deux avant-premières le 11 octobre 2022, la première réservée au public lors du festival Beyond Fest et la deuxième, réservée à l'équipe du film, au Grauman's Chinese Theatre,. Lors de cette première privée, Jamie Lee Curtis s'offre une apparition en famille avec ses deux filles et déclare être « la plus fière des mères. » Certains acteurs des précédents films sont également présent pour l'occasion ; Danielle Harris, qui incarne Jamie Lloyd dans Halloween 4 et Halloween 5 ainsi que le rôle d'Annie Brackett dans les deux Halloween réalisés par Rob Zombie en 2007 et 2009, Scout Taylor-Compton et Kristina Klebe qui incarnent respectivement Laurie Strode et Lynda Van Der Clok dans les Halloween de Zombie. Heather Langenkamp et Amanda Wyss, les stars du film Les Griffes de la nuit, sont également présentes à l'événement.
Le lendemain de l'avant-première, Jamie Lee Curtis est invitée à laisser ses empreintes dans le ciment devant le Grauman's Chinese Theatre comme de nombreuses célébrités avant elle. Lors de cet événement, Jamie s'est entourée de quelques amis et collègues comme Arnold Schwarzenegger, Melanie Griffith, Jason Blum, Kyle Richards ou encore Andi Matichak.

### Accueil critique
Dans le monde anglo-saxon, le site Rotten Tomatoes donne une note de 40 % pour 260 critiques. Le site Metacritic donne lui une note de 47⁄100 pour 44 critiques. En France, le site Allociné propose une moyenne de 2,6⁄5, après avoir recensé 9 critiques de presse.
Du côté de la France, les titres de presse furent peu nombreux à éditer une critique au moment de la sortie du film, et celles-ci étant plutôt moyennes. Pour Le Journal du dimanche, ce nouveau volet de la saga « se réinvente [en] s'appuyant sur l’angle intéressant de la transmission du mal. Dommage que la dernière partie du film rentre dans les rails. ».
Pour le site spécialisé Écran Large, ce nouveau volet a déjà un intérêt dans le fait qu'il s'agit (a priori) de la dernière apparition de Jamie Lee Curtis, « laquelle semble en avoir enfin fini avec la franchise qui a fait d'elle une icône ». Pour le critique, « plutôt qu'une bataille épique, le cinéaste et Chris Bernier nous racontent une guérison », « Michael [étant] une émanation de la psyché de l'héroïne ». Le critique résume sa pensée ainsi : « Passionnant quand il met en scène l'agonie symbolique d'un boogeyman légendaire, beaucoup plus maladroit sinon, Halloween Ends est à l'image du reste de la trilogie : très bancal, mais audacieux. ».
La critique des Inrockuptibles est beaucoup plus sévère à l'égard du film : « Le dernier volet de la trilogie de David Gordon Green a l’arrogance de vouloir clore définitivement la saga et y ajoute l’impolitesse de bâcler sa copie. ». Du côté du scénario, la critique trouve dommageable qu'au « vertige manichéen (...) qui a toujours valu à la saga sa place au panthéon horrifique. S’y substitue un récit totalement prévisible et balisé ».

### Box-office
Le film commence sa course au box-office américain avec une première journée à 20,3 millions de dollars de recette, légèrement inférieur au score d'Halloween Kills, sorti un an auparavant, qui en totalisait 22,8 millions pour la journée du vendredi. Alors que les premières estimations prédisent un score entre 50 et 55 millions, Halloween Ends termine son premier week-end d'exploitation avec finalement 40,05 millions de dollars, ce qui est également inférieur au week-end d'ouverture de son prédécesseur qui avait rapporté 49,4 millions. Malgré cette baisse, le film est le premier à faire une ouverture au box-office supérieur à 40 millions depuis la sortie de Nope de Jordan Peele.
En France, le film commence sa carrière au box-office avec pour son premier jour 29 837 entrées, dont 3 940 en avant-première, pour 267 copies,. Le nombre d'entrées est supérieur à celui d'Halloween Kills qui en avait réunis 15 387. Halloween Ends termine sa première semaine avec 187 689 entrées, se positionnant cinquième du box-office, derrière L'Innocent (192 906) mais devant un autre film d'épouvante américain, Smile (186 070),.
Au Québec, le film rapporte 488 239 $ pour son premier week-end d'exploitation. Il s'agit là d'un score bien supérieur à celui d'Halloween Kills qui en avait rapporté 271 597 $.
| Pays ou région    | Box-office      | Date d'arrêt du box-office | Nombre de semaines |
| ----------------- | --------------- | -------------------------- | ------------------ |
| États-Unis Canada | 64 079 860 $    | 17 novembre 2022           | 5                  |
| France            | 486 042 entrées | 29 novembre 2022           | 7                  |
| Québec            | 1 057 491 $     | 6 novembre 2022            | 4                  |
| Total mondial     | 104 361 355 $   | -                          | -                  |

## Distinctions
Sauf indication contraire, les informations mentionnées dans cette section peuvent être confirmées par les bases de données cinématographiques IMDb et Allociné,  présentes dans la section « Liens externes ».
| Distinctions d'Halloween Ends | Distinctions d'Halloween Ends          | Distinctions d'Halloween Ends                      | Distinctions d'Halloween Ends                    | Distinctions d'Halloween Ends |
| Années                        | Évènements                             | Catégorie / Récompense                             | Nommé(es) / Lauréat(es)                          | Résultats                     |
| ----------------------------- | -------------------------------------- | -------------------------------------------------- | ------------------------------------------------ | ----------------------------- |
| 2022                          | Hollywood Music In Media Awards (HMMA) | Meilleure musique originale pour un film d'horreur | Cody Carpenter, John Carpenter, Daniel A. Davies | Nomination                    |
| 2022                          | Indiana Film Journalists Association   | Meilleur film                                      | Halloween Ends                                   | Nomination                    |
| 2022                          | People's Choice Awards                 | Le film dramatique de 2022                         | Halloween Ends                                   | Nomination                    |
| 2022                          | People's Choice Awards                 | La star du cinéma dramatique de 2022               | Jamie Lee Curtis                                 | Nomination                    |
| 2023                          | Alliance of Women Film Journalists     | Time Waster Remake or Sequel                       | Halloween Ends                                   | Nomination                    |
| 2023                          | Columbus Film Critics Association      | Actrice de l'année (pour une œuvre exemplaire)     | Jamie Lee Curtis                                 | Nomination                    |
| 2023                          | Fangoria Chainsaw Awards               | Chainsaw Award de la meilleure musique de film     | Cody Carpenter, John Carpenter, Daniel A. Davies | Lauréat                       |

## Exploitation

### Éditions en vidéo
- En France, le film Halloween Ends est sorti en VOD le 8 février 2023[8], puis en DVD et Blu-ray le 22 février 2022[8].
- En Belgique, le film est sorti en DVD et Blu-ray le 11 janvier 2023[4].
- Au Québec, le film est sorti en VOD, Blu-ray 4K Ultra HD, Blu-ray et DVD le 10 janvier 2023[1], ainsi que sur Crave le 7 juillet 2023[1].

### Produits dérivés
Comme pour les précédents films de la franchise, le fabricant Trick or Treat Studios sort, en août 2022, une réplique du masque de Michael Myers avec également une réplique du couteau qu'il manie dans le film, toujours sous licence officielle. Le jeu flash rétro Escape Michael Myers, qui avait été utilisé pour la promotion du film de 2018, est remis en ligne à l'occasion de la sortie d'Halloween Ends. Le joueur incarne toujours Laurie Strode et doit échapper à Michael Myers qui ne cesse de la traquer sans relâche.
Halloween Ends obtient aussi une novélisation officielle comme ses deux prédécesseurs. Après avoir été romancé par John Passarella puis par Tim Waggoner, la novélisation de ce nouveau film est écrite par Paul Brad Logan, qui officie également en tant que co-scénariste sur le film. Halloween Ends: The Official Movie Novelization est prévue pour sortir le 18 octobre 2022, toujours édité par Titan Books.

## Possible suite
En octobre 2021, en pleine promotion pour Halloween Kills, le producteur Jason Blum révèle qu'il serait ravi de continuer à développer de nouveaux Halloween, il déclare : « Nous avons eu un contrat pour faire trois films. J'adorerais le prolonger, si Malek Akkad est d'accord. » Le producteur révèle néanmoins n'avoir aucun vrai plan pour produire de nouvelles suites « Nous sommes actuellement très occupés à faire en sorte que le troisième film soit spectaculaire, c'est notre travail dans l'immédiat mais et si cela va au-delà, je serais ravi. Mais il n’y a actuellement aucun plan pour que nous soyons impliqués après ce troisième film. »
Le producteur délégué Ryan Freimann pense qu'il y a d'autres manières de poursuivre la franchise Halloween en faisant référence notamment à Halloween 3 : Le Sang du sorcier, dont l'action s'éloigne radicalement des autres épisodes de la série. Il déclare : « Je pense qu’il y a d’autres façons et d’autres médias pour explorer cette franchise [...] Je pense aussi qu’après tant de films, nous devons regarder ailleurs, juste pour devenir un peu plus créatifs. »
En juillet 2022, John Carpenter se confie sur la possibilité de produire une suite à Halloween Ends : « L’industrie du cinéma est dirigée par l’argent. Je vous garantis que si Halloween Ends gagne beaucoup d’argent, devinez quoi ? Juste devinez quoi. »